# Жертвопринесення Ісаака (Гіберті)
«Жертвопринесення Ісаака» — бронзовий рельєф скульптора родом з Флоренції Лоренцо Гіберті (1381—1455). Створений близько 1401/1402 року на так званих Других дверях Флорентійського баптистерію. Назву «двері Раю» (Порта-дель-Парадізо) отримали треті двері Гіберті, за легендою назву дав сам Мікеланджело, схваливши усю роботу митця.

## Сюжет жертвопринесення

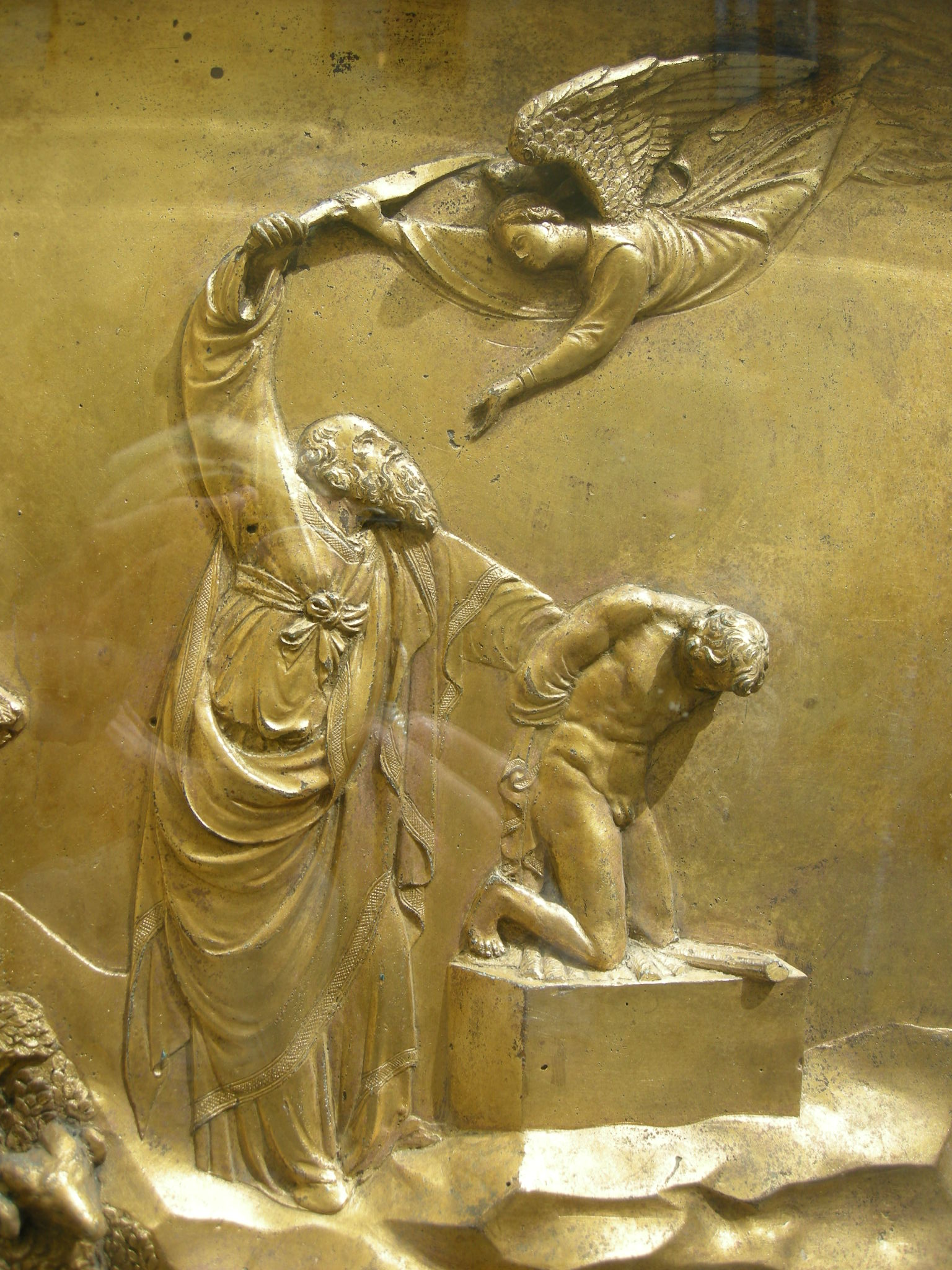
Рельєф Гіберті з Дверей Рая на тему «Жертвопринесення Ісаака». Це треті двері Баптистерію.

Сюжет походить зі Старого Заповіту. Коли настав час надати жертву могутньому верховному Богу, Авраам розгубився. Бо нема чим було принести жертву. Час спливав, і вірний всемогутньому Богу Авраам згадав про сина Ісаака. Авраам і потяг на вівтар хлопчика. Коли він вже був готовий встромити ножа в горло коштовної жертви, з небес спустився янгол, що відвів руку батька з ножем і вказав на ягня. Грізному Богу біло вдосталь і цієї жертви.
Дослідники вважають, що в Старому Заповіті зафіксували момент відмови релігійних громад від людських жертвопринесень. Відтоді жертвопринесення перестало бути небезпечним для людей.
Сюжет був популярним серед митців. І до нього звертались у різні століття Караваджо, Рембрандт, Лосенко, скульптор Пінзель та інші.

## Жертвопринесення Ісаака— версія Гіберті
Гіберті знають як чудового скульптора, що підніс створення рельєфів на значну висоту. Але сам Гіберті вважав себе перш за все ювеліром. Він добре знав дорогоцінне каміння, милувався ювелірними виробами як інші картинами. Палка пристрасть до витворів ювелірного мистецтва спонукала Гіберті до прискіпливого опису своїх ювелірних виробів, про використаний матеріал, про його вагу, його ціну, коштовні камені, що були використані.
До своїх рельєфів він підійшов як до чергових ювелірних виробів. Вони не прямокутні. Для них використана складна форма квадріфоліума, яку Гіберті запозичив у майстрів Франції доби середньовіччя.Це квадрат, бічні боки якого збільшені півколами. В рамі такої складної форми розміщено і сюжет "Жертвопринесення Ісаака". Гіберті і показує момент, коли з небес спустився янгол і вказав Аврааму на іншу жертву.

## Див.також
- Жертвопринесення Ісаака